# Silvanoprus scuticollis
Silvanoprus scuticollis là một loài bọ cánh cứng trong họ Silvanidae. Loài này được Walker miêu tả khoa học năm 1859.